# Розтріщеник бородавковий
Розтріщеник бородавковий (Schistidium papillosum) — вид мохів порядку гріміальних (Grimmiales).

## Поширення
Батьківщиною є Європа, Північна Америка, Азія.
Росте на скелі, рідше на корі дерев; на висотах від 0 до 2000 м.

## Характеристика
Рослини у відкритих пучках або килимках, зазвичай оливкового кольору, часто з червоними, жовтими, коричневими або помаранчевими тонами, рідко майже чорними. Стебла 1–10 см. Листки прямі чи зігнуті в сухому стані, яйцювато-ланцетні, (1.2)1.6–2.4 мм; краї загнуті до верхівки, часто зубчасті дистально; верхівки гострі. Статевий стан автоіктичний (чоловічі й жіночі органи на одній рослині, але на окремих гілках). Коробочка темно-червоно-бура або бура, короткоциліндрична, 0.9–1.4(1.75) мм. Спори 10–13 мкм, зернисті чи бородавчасті. Коробочки дозрівають від пізньої весни до початку літа.